# Bitva u Kutné Hory
Bitva u Kutné Hory se odehrála ve dnech 21.–22. prosince 1421 mezi Kutnou Horou a úpatím vrchu Kaňk a 6. ledna 1422 v okolí vesnice Nebovidy. Vojska druhé křížové výpravy, v čele s králem Zikmundem Lucemburským, zde byla poražena husitskými svazy pod velením slepého hejtmana Jana Žižky, jenž byl v první fázi střetnutí nucen prorazit z křižáckého obklíčení, v druhé pak překvapil rozptýlené protivníkovy oddíly a přinutil je ustoupit směrem k Německému Brodu. Vítězství husitů prakticky znamenalo konec kruciáty, neboť po střetnutí u Nebovid křižáci ztratili iniciativu a každý jejich další pokus o soustředěný odpor skončil panickým útěkem.

## Předehra
8. dubna 1421 ustanovil papež Martin V. nového papežského legáta pro římskoněmeckou říši, jímž se stal římský kardinál Branda Castilione. Ten bezprostředně po svém jmenování obdržel buly, které mu propůjčovaly nejvyšší moc vyhlásit plnomocné odpustky a kříž proti kacířským Čechám (13. duben). Za své přechodné sídlo si zvolil Kolín nad Rýnem, odkud celou kampaň organizoval a rozesílal pokyny jednotlivým velmožům i městům. Nejdůležitějším panovníkem, který se měl výpravy účastnit, byl římskoněmecký, uherský a český král Zikmund Lucemburský, který na sebe přivolal ostrou kritiku za rozpad prvního křížového tažení v létě předchozího roku a od nějž se očekávalo, že tuto porážku odčiní. Ve věci konání kruciáty se 25. května ve Weselu sešel i říšský sněm, kde porýnští kurfiřti vyšli kardinálovi vstříc a na 23. srpna svolali do Chebu shromáždění účastníků z německých zemí. Strategie tažení předpokládala, že do Čech vpadnou dva útočné proudy. Jeden ze severu, druhý pak z východu přes Moravu. Pohyby obou vojsk však byly naprosto nekoordinované, a tak zatímco 28. srpna němečtí křižáci překročili hranice severozápadních Čech, vojsko Zikmunda Lucemburského se teprve shromažďovalo ve výchozích pozicích v Uhrách a na Moravě. Na severní frontě zatím německé oddíly způsobily velké škody, nicméně po neúspěšném obležení chatrně opevněného Žatce ustoupily zpět na říšské území (2. září).
Král Zikmund měl pro zdržení v Uhrách své důvody, neboť při pobytu v Prešpurku uzavřel dalekosáhlé úmluvy s Albrechtem Rakouským, kterého učinil svým zetěm a ustanovil dědicem svých království. Rakouský vévoda se mu za to protislužbou zavázal poskytnout finanční a vojenskou pomoc při znovuzískání Českého království. Posléze trvalo další měsíc, než Albrechtovy vojenské kontingenty dorazily na Moravu, odkud účastníci kruciáty na konci listopadu vyrazili ve dvou proudech přes Jihlavu a Litomyšl ke Kutné Hoře. Zde mělo dojít k předpokládanému srazu s vojskem shromážděným ve Slezsku, Lužici a Kladsku.
Po zkušenostech z předchozího roku nemínili pražští husité připustit, aby se křižáci dostali až k metropoli a rozhodli se s nimi střetnout v čáslavské nebo kutnohorské oblasti. První výprava pod velením Jana Hvězdy z Vícemilic, která do míst předpokládaného střetnutí vyrazila na konci října, však nedosáhla výraznějšího úspěchu a 25. listopadu se stáhla zpět do Prahy. Sem 1. prosince dorazil i slepý hejtman Jan Žižka s táborským vojskem. Několik dalších dní jednal s pražany a 8. prosince vytáhl do prostoru, jenž před nedávnem pražské oddíly opustily. Pražané Žižku následovali s jednodenním zpožděním. Podle Kroniky velmi pěkné o Janu Žižkovi operace u Kutné Hory, která se husitům bez odporu poddala, řídil osobně slepý táborský hejtman, avšak není zcela jisté, zda formálně převzal velení všech shromážděných husitských vojsk. Středověcí kronikáři se blíže Žižkovým postavením v rámci husitské vojenské hierarchie nezabývali, z jejich záznamů však lze získat povědomí o jeho dalších operacích. Nespokojil se s pasivním vyčkáváním v obsazené Kutné Hoře a záhy opustil její hradby. Je pravděpodobné, že jedním z důvodů, proč se rozhodl nevyčkávat příchodu křižáků ve městě, byli kutnohorští měšťané, kteří se mohli v jeho zádech stát nebezpečnou pátou kolonou. První Žižkova cesta vedla k Čáslavi, kde posílil místní posádku, a kde se k němu připojili Viktorin Boček z Kunštátu, Hašek z Valdštejna a Václav ze Strážnice. Patrně tento manévr přiměl štáb krále Zikmunda postupovat z Německého Brodu do centra Čech přes Ledeč nad Sázavou. Žižka se záhy vrátil ke Kutné Hoře, kde vyčkal příchodu nepřátel, kteří cestou vypalovali vesnice, městečka a hrady, a znásilňujíce panny a ženy až do vydechnutí duše, potom je usmrcovali...

## Bitva

### Zprávy současníků
Přestože o událostech u Kutné hory z přelomu let 1421 a 1422 informuje poměrně dostatečné množství českých i zahraničních písemných pramenů, jsou tyto informace poměrně povrchní, díky čemuž zůstávají dohady o přesném průběhu bitvy pouze v rovině teoretické. Nicméně středověcí kronikáři zanechali dostatek informací, podle nichž lze stanovit alespoň základní taktické manévry obou vojsk. Jeden z nejautentičtějších zápisů pochází z pera literáta, mistra artistické fakulty pražské university a přímého účastníka husitských válek, Vavřince z Březové. Vyprávění jeho Husitské kroniky však není úplné, neboť celá jeho práce končí právě uprostřed líčení bitvy u Kutné Hory. 
| „                    | A na den sv. Tomáše ... po skrovné snídani dali zvoniti na zvon, a nechavše tam mincmistra, vyjeli z Hory bránou, která vede k městu Kouřimi. A když odtáhli sotva na dva hony od města, začal se král se svým vojskem v houfech přibližovati k pražskému vojsku. V největším pak králově houfu bylo mezi množstvím ozbrojenců uzavřeno mnoho set volů a krav, aby jim pohledem na ně nahnali strachu a obrátili je na útěk. Avšak Bůh, který nikdy nenechal bez pomoci své bojovníky, hojně udělil všem bojujícím za jeho pravdu pevnost mysli. Neboť nepolekáni žádným strachem z množství lidu, vytáhli do pole a ze všech stran se obklopili vozy a všichni pěší a také i Kutnohorští, kteří s nimi vytáhli ... sešikovali se mezi vozy se svými cepy a zbraněmi, připravivše na vozích mnoho děl k střelbě. ... A když některé královské houfy chtěly útokem napadnouti vozy, byly s velikou škodou děly odraženy. A tak je takové nepřátelské útoky a bojové šarvátky zaměstnávaly až do noci. Zatím, když tito spolu tak vzájemně, jak bylo pověděno, po způsobu rytířském zápasili, bylo mnoho set kutnohorskými uprchlíky z města zrádně vpuštěno Kolínskou bránou od Hory. ... Potom, když obě vojska, jak bylo povězeno, sváděla až do noci v poli rytířské půtky, položilo se královské vojsko nedaleko od vojska pražského, aby dostávalo z Hory potraviny. Ale táboři s Pražany, majíce velmi málo jídla a pití, v mrazu vykonávali půst Bohu. A zdvihnuvše se přitrhli k místu, které král se svým lidem obsadil, a vystřelivše z děl, zahnali krále s celým jeho vojskem z místa, kde se položil. A když nastalo ráno... | “ |
| — Vavřinec z Březové | |   |

 Povrchně, se o kutnohorském střetnutí zmiňuje i anonymní autor tzv. Kroniky starého pražského kolegiáta, jenž byl stejně jako Vavřinec z Březové přímým aktérem husitských válek. Další, poměrně obsáhlý, popis bitvy se zachoval v souboru drobných kronik, psaných od sklonku bojovného husitství, jež historik František Palacký jako první soustředil do jediného díla pod názvem Staré letopisy české. 
| „                                           | Téhož roku před vánoci Zikmund, a král uherský, opět vtrhl do Čech s velikou vojenskou silou. Měl s sebou na padesát tisíc Uhrů, Němců, Čechů a Moravanů. A tak přitáhl ke Kutné Hoře. Bratr Žižka byl tehdy u Hory, a když zjistil, že sem táhne, ujel před ním z Hory. Oni ho obklíčili pod Kaňkem ze všech stran a hnali před sebou voly jako ochranu před střelbou z děl. Když přišla noc, bratr Žižka se probil a jel na Kolín. A to bylo před vánoci. Po vánocích potom bratr Žižka sebral vojsko z celého kraje kolem Jičína a vytáhl zase proti králi Zikmundovi. Žižkův lid se shromáždil u Kolína, a protože král se svým vojskem byl ještě u Kutné Hory, vytáhl Žižka z Kolína v úterý na Zjevení Páně a rozložil se proti královu vojsku v Nebovidech. A královská vojska stála všude po kopcích tak hustě, že to vypadalo, jako by ses díval na les, a pálila v okolí Kutné Hory tvrze, dvory a vsi. | “ |
| — Staré letopisy české – rukopisy Š, P – CH | |   |

 Poměrně obsáhlý text, jenž se vztahoval zejména k osobě slepého táborského hejtmana, se dochoval v dalším anonymním díle s názvem Kronika velmi pěkná o Janu Žižkovi, sepsaném patrně v druhé polovině 15. století. 
| „                                    | A Žižka přitáhl s vojskem do Hory. A když se král dozvěděl, že je Žižka u Hory, táhl k Hoře, chtěje ho dostihnout. Tenkrát vytáhl Žižka proti králi z Hory a obklopil se před Horou vozy. A tu bojovali celý den. A když nastal večer, rozložil král ležení ledva na dostřel od Žižkova vojska. A když bylo devět hodin večer, vytáhl Žižka proti královu vojsku. A tu se skrze to vojsko probil, neboť nemohl s vojskem jinudy, a když odtáhli na méně než čtvrt míle a když se rozednilo, přikázal zase udělat z vozů opevnění. A když se král neměl k boji, neboť očekával ještě další posily, které se již blížily, přikázal Žižka pohnout se ke Kolínu. A odtud poslal pro další lid, aby se mohl utkat s uherským králem. A král, jenž měl v moci Horu, se s vojskem rozložil blízko Hory. A také dal všude zakládat požáry. A když se Žižkovi přiblížily posily, vytáhl do boje, chtěje se utkat s uherským králem. A když stáli proti sobě, král dal v sedm hodin večer zapálit Horu a odtáhl před Žižkou k Brodu. | “ |
| — Kronika velmi pěkná o Janu Žižkovi | |   |

### Pravděpodobný průběh

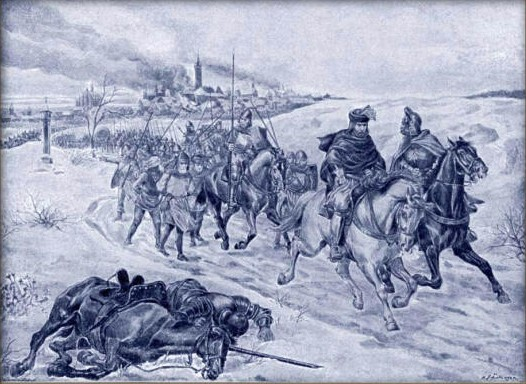
Hugo Schüllinger: útěk křižáků od Kutné Hory

Ke Kutné Hoře se křižácké oddíly přibližovaly od západu, husité jim proto vyrazili v ústrety Kouřimskou branou. Údajně postoupili na dva hony od hradeb, což by mohlo odpovídat asi čtyřem stům metrům, tedy čtvrt hodině cesty. Lze předpokládat, že se neprodleně obklopili vozovou hradbou a připravili se k boji. Po splnění těchto úkonů si pozvedli morálku společnou modlitbou a povýšením několika vybraných bojovníků do důstojenství rytířského. Zanedlouho na vozový šik zaútočili křižáci, kteří před sebou hnali velké stádo skotu. Snad se tak snažili získat ochranu před palnými zbraněmi, potažmo bylo jejich záměrem navýšit údernou sílu útočící formace. Nicméně i přes toto opatření se husitům útoky Uhrů dařilo až do setmění odrážet. Celá úvodní epizoda střetnutí je však značně nejasná, neboť není zřejmé, zda mělo jít o útok masového rozsahu, nebo šlo jen o harce, o nichž hovoří Vavřinec z Březové, které byly jen jakousi předehrou k bitvě samotné.
Mezitím, co probíhalo před Kutnou Horou oboustranné zápolení, utrpěli husité těžkou ztrátu. Kutnohorští měšťané, mezi nimiž měli převahu němečtí katolíci, vpustili do města Kolínskou branou oddíl křižáckého vojska. Okamžitě došlo k masakru místního husitského obyvatelstva, před nímž byli uchráněni jen ti, kteří znali předem dohodnutá ochranná znamení. Z taktického hlediska převedla ztráta města husity do těžké situace. Dostali se do celkového obklíčení a navíc zůstali odříznutí od zásobovací základny. Za těchto okolností se Jan Žižka rozhodl pro taktický ústup. Patrně po celou noc připravoval vojsko k výpadu, který se uskutečnil v pět hodin ráno následujícího dne. Křižáci nebyli v podmínkách nočního boje schopni adekvátně reagovat a husitům se podařilo bez větších problémů obklíčení prorazit. Urychleně se přesunuli k další výhodné pozici pod vrchem Kaňk, stojícímu severně od Kutné Hory. Zde se opět obklopili vozovou hradbou a vyčkávali útoku nepřítele. Vzhledem k protivníkově nečinnosti zřejmě v průběhu nastávajícího podvečera nebo noci opustili i toto postavení a přesunuli se ke Kolínu, jenž byl nejbližší přístupnou městskou základnou husitů v okolí. Křižáci tento ústup považovali za své vítězství. Husitské oddíly důrazněji nepronásledovali a král Zikmund povolil vojákům, aby si před mrazy vyhledali úkryty v širokém okolí.
Žižka mezitím využil protivníkovy pasivity a urychleně shromažďoval další posily. Je známo, že značný počet bojovníků se k jeho vojsku přidal zejména z Jičínska a Turnovska. Krátce po Novém roce pak vytáhl opět ke Kutné Hoře a 6. ledna 1422 se objevil asi 6–7 km od města u vesnice Nebovidy. Zaskočení příslušníci královského předvoje se urychleně shromáždil na výšině jižně od vsi a zde se pokusili svést s protivníkem bitvu. Tento střet, při němž zahynulo množství Uhrů, však vyzněl jednoznačně ve prospěch husitů. Král Zikmund si patrně ihned po obdržení zprávy o nečekaném útoku uvědomil, že nemá smysl shromažďovat rozptýlené oddíly ani dál organizovat odpor. Většina jeho jednotek byla bez vzájemného spojení a případný pokus o obranu města by jej vystavil riziku, že padne do rukou husitů. Po poradě s válečnou radou proto dal bezodkladný rozkaz k ústupu, přičemž přikázal odvést z Kutné Hory všechny horníky, aby místní hutě přišly o kvalifikované pracovní síly. V noci z 6. na 7. ledna prchající křižáci město zapálili a společně se všemi zbylými kutnohorskými obyvateli se začali neorganizovaně stahovat zpět k Německému Brodu.

## Důsledky
Ačkoli se mohly demoralizované protivníkovy síly stát Žižkovou snadnou kořistí, první jeho snahou byla likvidace požáru v Kutné Hoře. Teprve po úspěšném zvládnutí tohoto úkolu vyrazil rychlým pochodem ve stopách křižáckého vojska a již 8. ledna ho dostihl u Habrů. Pokus o soustředěný odpor, jenž patrně organizoval italský vojevůdce Filippo Scollari, však skončil panickým útěkem všech zúčastněných křižáků (bitva u Habrů). Tentokrát husité protivníka pronásledovali se značným důrazem a ještě téhož dne dorazili k branám Německého Brodu. Zde se zahraniční oddíly patrně ještě jednou neúspěšně střetly s Žižkou v otevřené bitvě a další stovky křižáků zahynuly při útěku přes Sázavu. Bez ohledu na tuto tragickou epizodu kruciáty zůstala mezi hradbami města část velitelů, kteří byli odhodlaní alespoň dočasně udržet svou pozici, aby poskytli krytí prchajícím vojskům. České oddíly se pokusily město dobýt útokem již následujícího dne, avšak jejich pokus ztroskotal na celodenním houževnatém odporu obránců. Město se jim podařilo ovládnout teprve dne následujícího, když při rozhovorech o kapitulaci posádky vnikla skupina husitských vojáků bez Žižkova vědomí do ulic a zmasakrovala velkou část vojáků i místních obyvatel.
Závěrem tedy lze konstatovat, že bitva u Kutné Hory se stala rozhodujícím faktorem druhé kruciáty, neboť po událostech u Nebovid ztratil král Zikmund iniciativu a byl nucen vyklidit české území. Pokud jde o vypočtení ztrát v okolí Kutné Hory, soudobí kronikáři žádná čísla nezanechali. Zmiňují pouze počet mrtvých, kteří zahynuli při ústupových akcích k Německému Brodu. Staré letopisy české hovoří o 12 000, k nimž dále přičítají 548 utonulých oděnců, kteří zemřeli pod sázavským ledem. Z materiálu pak do rukou husitů prý padlo šest či sedm korouhví a 540 vozů vrchovatě naložených nejrůznějšími věcmi, i klenoty, peníze a různá roucha, truhlice, různé knihy židovské i křesťanské, kterých bylo tolik, že by je na tři velké vozy nepobral.